# Joseph Elsner (arquiteto)
Joseph Elsner (29 de setembro de 1845 em Schlaney, Silésia - 3 de março de 1933 em Munique) foi um arquiteto alemão e designer do historicismo (arte).
O trabalho de Elsner se concentrou principalmente no interior das igrejas católicas em Munique, Baviera, e em sua região natal, a Silésia. Seu mentor foi Johann Marggraff. Desde 1876 ele foi casado com Walburga Hauser (1857–1924). Eles tiveram 13 filhos, seis deles morreram ainda crianças.
Seu filho, Joseph Elsner jun. (1879–1970), também foi arquiteto.

## Literatura
- Hildegard Berning: Joseph Elsner (1845−1933). In: Joachim Bahlcke (Hg.): Schlesische Lebensbilder. Bd. 9. Insingen 2007. ISBN 978-3-7686-3506-6, S. 293–304
- Verein für christliche Kunst in München: Festgabe zur Erinnerung an das 50jähr. Jubiläum. Lentner'sche Hofbuchhandlung, München 1910, S. 150